# Dufourea iris
Dufourea iris är en biart som beskrevs av Ebmer 1987. Dufourea iris ingår i släktet solbin, och familjen vägbin. Inga underarter finns listade i Catalogue of Life.